# Lars Ranger
Lars Ranger, né le 12 mars 1999 à Gjerdrum en Norvège, est un footballeur norvégien qui évolue au poste d'arrière droit au Lillestrøm SK.

## Biographie

### En club
Né à Gjerdrum en Norvège, Lars Ranger commence le football dans le club local de Gjerdrum IL (en) avant d'être formé au Lillestrøm SK. Le 7 mars 2019 il signe un nouveau contrat avec le Lillestrøm SK, le liant au club jusqu'en décembre 2020 et il est prêté dans la foulée à l'Ullensaker/Kisa IL pour une saison. Son club formateur possède une option pour le rappeler de son prêt en cas de besoin.
Ranger joue son premier match en professionnel avec ce club le 7 avril 2019, contre le Sogndal Fotball en championnat. Il entre en jeu lors de cette rencontre remportée par son équipe (3-0 score final). Il inscrit également son premier but en professionnel avec ce club, le 9 novembre 2019, contre le Tromsdalen UIL, en championnat. Titulaire, le défenseur ouvre le score et participe à la victoire des siens (2-0 score final).
En janvier 2020, Lars Ranger fait son retour au Lillestrøm SK et signe un nouveau contrat avec le club d'une durée de trois ans, soit jusqu'en décembre 2022. Cette fois intégré à l'équipe première, il joue alors son premier match pour Lillestrøm le 20 juillet 2020 contre le IL Stjørdals-Blink (en), lors d'une rencontre de deuxième division norvégienne. Il entre en jeu à la place de Moses Ebiye (en) et son équipe s'incline (0-1 score final). Bien qu'il ne soit pas titulaire, il participe à la promotion du club en première division, le Lillestrøm SK terminant deuxième lors de cette saison 2020 retrouve le plus haut niveau du football norvégien seulement un an après l'avoir quitté.
Ranger joue son premier match dans l'Eliteserien, l'élite du football norvégien, le 16 mai 2021, contre le Strømsgodset IF. Il est titularisé et son équipe s'incline par trois buts à un. C'est au cours de cette saison 2021 qu'il s'impose en équipe première, devenant progressivement un titulaire au poste d'arrière droit.

### En sélection
Lars Ranger joue deux matchs avec l'équipe de Norvège des moins de 20 ans, les deux en 2019 et dont un en tant que titulaire. Il est également retenu pour participer à la coupe du monde des moins de 20 ans en 2019 mais n'y fait pas la moindre apparition, étant barré par la concurrence avec Leo Østigård et Ulrik Fredriksen titulaires en défense centrale et Christian Borchgrevink titulaire à droite.

### Style de jeu
Défenseur droitier, Lars Ranger est formé au poste de défenseur central mais peut également jouer arrière droit. C'est d'ailleurs dans cette position qu'il se révèle en professionnel et cela devient son poste de prédilection. Ses principales qualités sont la vitesse et la résilience.